# 吾妻東バイパス
吾妻東バイパス（あづまひがしバイパス）は地域高規格道路の上信自動車道を構成する国道145号のバイパス道路である。

## 概要
現道の国道145号は斜面崩壊の発生箇所や急傾斜地崩壊危険区域が存在し、緊急輸送道路なのにもかかわらず、災害時に通行止めになる可能性がある。そのため、災害時の代替路となる。また、高速道路に準じた速達性と定時性の高い走行が可能となるので、移動時間が短縮される。
- 起点:群馬県吾妻郡東吾妻町植栗(植栗・中之条IC)
- 終点:群馬県吾妻郡東吾妻町厚田(厚田IC)
- 規格:第3種第1級
- 道路幅員:10.5m

## 区間
吾妻東バイパス2期接続地点(東吾妻町植栗)から吾妻西バイパス接続地点(東吾妻町厚田)までの約6.4kmの区間である。

## 道路の進歩状況
2024年(令和6年)3月時点では、用地買収や、埋蔵文化財調査、橋梁工事、道路改良工事を行っている。
2024年(令和6年)2月に本線および吾妻東バイパス2期が用地取得の難航により令和11年事業完了になった。